# الزين اللي فيك (فلم)
الزين اللي فيك (بالإنجليزية: Much Loved) هو فيلم سينمائي درامي تم إنتاجه في المغرب وفرنسا صدر في مايو 2015 وأول عرض له كان في مهرجان كان السينمائي الدولي. الفيلم من إخراج نبيل عيوش و من بطولة لبنى أبيضار وأسماء الازرق.

## القصة
يتطرق الفيلم لموضوع الدعارة في المغرب تحديدا في عاصمة الجنوب (مراكش) التي تستقطب السياح الأجانب خاصة من أوروبا و بلدان شبه الجزيرة العربية في قالب درامي.

## ردود الفعل
تعرض الفيلم منذ عرض مقاطع منه في وسائل تواصل اجتماعي و يوتيوب لحملة انتقادات واسعة من فئات المجتمع المغربي متهمين الفيلم بتشجيع الدعارة و التعري.
تفاعلت الحكومة مع طلبات الفاعلين في الشبكات الإجتماعية و قد قررت رسميا منع عرض الفيلم داخل السينما المغربية.

## روابط خارجية
- مقالات تستعمل روابط فنية بلا صلة مع ويكي بيانات